# Donald Bellisario
Donald Paul Bellisario (Cokeburg, 8 augustus 1935) is een Amerikaans televisieproducent en scenarioschrijver.
Bellisario werd geboren uit een Italiaanse vader en een Servische moeder. Hij diende bij het United States Marine Corps (1955-1959) en studeerde vervolgens aan de Pennsylvania State Universiteit, waar hij in 1961 zijn bachelor in de journalistiek behaalde. Hij werkte vijftien jaar als copywriter en creative director in de reclamewereld. Hij verhuisde in de jaren zeventig naar Hollywood, waar hij schreef aan scenario's met onder anderen Glen A. Larson.
Bellisario maakte diverse bekende tv-series als Magnum, P.I., Airwolf, JAG, Quantum Leap en NCIS. Hij schreef ook mee aan Battlestar Galactica (1978). Hij werd zes keer genomineerd voor een Emmy Award en won een Edgar Award voor Magnum (1981). In 2004 kreeg hij een ster op de Hollywood Walk of Fame.
Bellisario trouwde vier keer, waaronder met de actrice Deborah Pratt die meespeelde in Magnum en Airwolf. Zijn zoon Michael Bellisario speelde in JAG en NCIS. Dochter Troian Bellisario (als Sarah McGee) en stiefzoon Sean Murray (als Timothy McGee) spelen beiden in NCIS, dat mede wordt geproduceerd door hun broer David Bellisario.